# Малые Каневцы
Малые Каневцы (укр. Малі Канівці) — село в Чернобаевском районе Черкасской области Украины.
Почтовый индекс — 19931. Телефонный код — 4739.

## Население
Население по переписи 2001 года составляло 727 человек.

### Языковой состав
Родной язык населения по данным переписи 2001 года:
| Язык       | Численность, чел. | Доля     |
| ---------- | ----------------- | -------- |
| Украинский | 706               | 97,11 %  |
| Русский    | 21                | 2,89 %   |
| Итого      | 727               | 100,00 % |

## Известные уроженцы
- Драй-Хмара, Михаил Афанасьевич (1889—1939) — украинский поэт-неоклассик, переводчик, литературовед, учёный-славяновед.

## Местный совет
19930, Черкасская обл., Чернобаевский р-н, с. Великие Каневцы, ул. Котовского, 10